# پرومناد دز آنگله

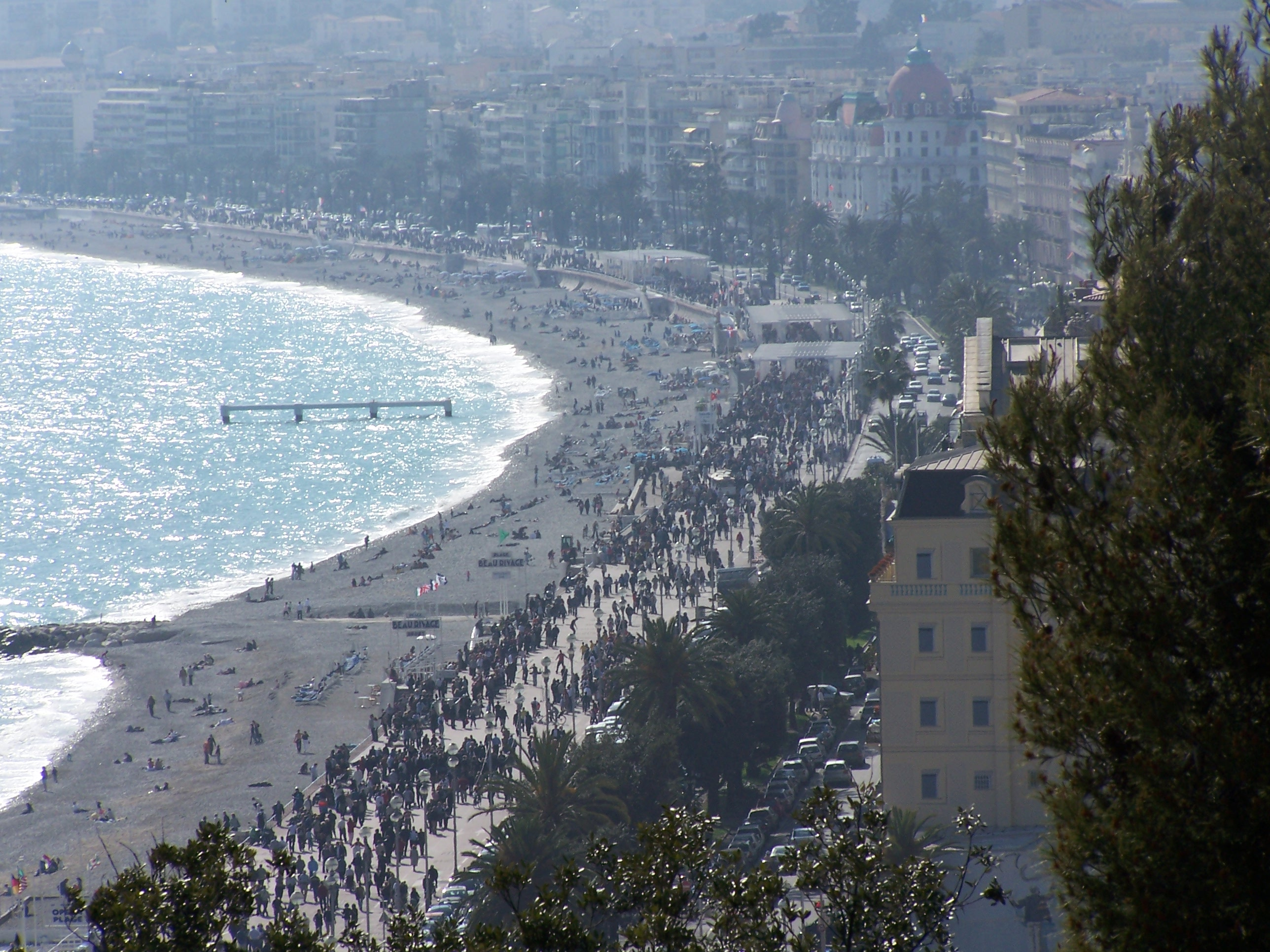
خودروها و گردشگران در پرومناد دز آنگله

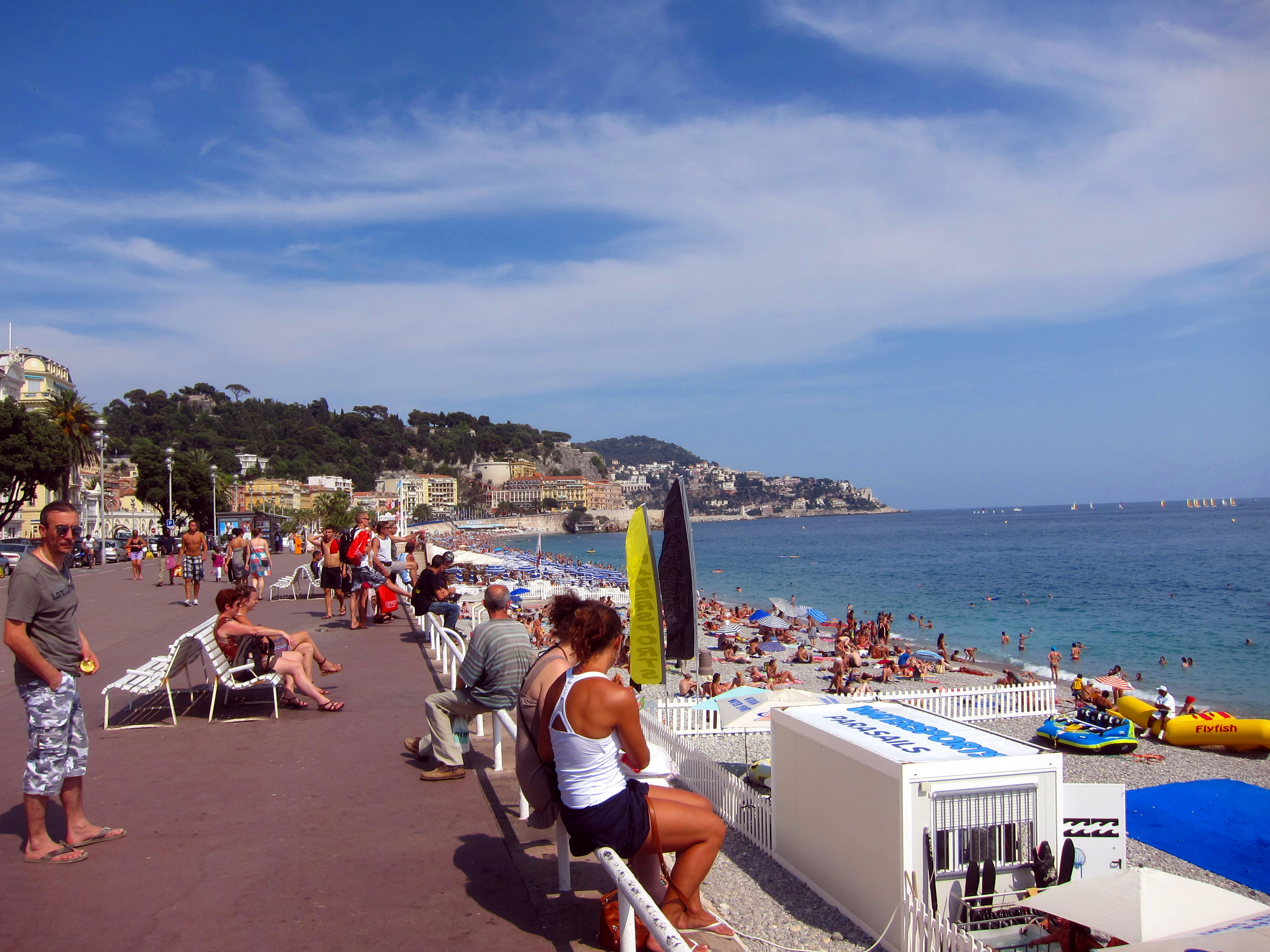
ساحل

پرومناد دز آنگله (به فرانسوی: Promenade des Anglais) نام خیابان و تفرجگاه مشهوری در شهر نیس در پروانس آلپ-کوت دازور فرانسه است که در امتداد دریای مدیترانه واقع شده‌است. این خیابان از فرودگاه در غرب به سمت اسکله آمریکا در شرق، با فاصله‌ای در حدود ۷ کیلومتر امتداد می‌یابد.
در تاریخ ۱۴ ژوئیه ۲۰۱۶ در پرومناد دز آنگله طی یک حمله، یک کامیون به انبوه مردم که در جشن‌های روز ملی فرانسه حضور داشتند حمله کرد. طی این حادثه دست کم ۸۴ تن کشته شدند.